# Polymixis rondoui
Polymixis rondoui là một loài bướm đêm trong họ Noctuidae.